# イスラーム文化
イスラーム文化（イスラームぶんか） とは、歴史的にイスラム教信者に共通する文化的な特徴を指す言葉として用いられる世俗用語である。7世紀にアラビア半島でイスラム教が成立し、初期のムスリム文化は主にアラブ地域で発展した。イスラム帝国の急速な拡大とともに、ムスリムの文化はペルシア、バングラデシュ、トルコ、パキスタン、タタール、モンゴル、中国、インド、マレーシア、ソマリ族, ベルベル人、エジプト、インドネシア、フィリピン、東ローマ帝国、アンダルス、シチリア人、バルカン半島、西洋など広範な地域や人々に影響を与え、同時に同化してきた。

## 専門用語としての使用
イスラーム文化はそれ自体が議論の多い用語である。ムスリムは多くの異なる国や地域に居住しており、ムスリム間における文化的な連帯を分離することは難しい。人類学者や歴史家は宗教が文化に大きな影響を与えている地域としてイスラームに関する研究を行なっている。
イスラームの著名な歴史家であるマーシャル・ホジソンは自身の著作である「イスラームの試み」の中で、「イスラームの (Islamic)」や「ムスリム (Muslim)」と言う用語を世俗的な利用と対比しながら宗教用語として利用する難しさを述べている。彼はイスラームやムスリムといった用語を純粋に宗教的な現象にのみ使用することでこの問題を解決しようとし、歴史上におけるムスリムの文化や事物に関しては「Islamicate」と言う用語を生み出して差別化を図ろうとした。しかし、この用語は広まっておらず、イスラーム文化の事物とイスラームの宗教的な用語の文脈の違いについては混同されたままである。

## イスラーム信仰
イスラーム文化は一般的にイスラム教に関連して発展したサラートなどのクルアーンに関するすべての修練とそれ以外のイスラム世界の文化、ベンガル地方のバウルと呼ばれる神秘主義の吟遊詩人による弾き語りなどを含む。

## 言語と文学

### アラビア語
初期のムスリム文学はアラビア語で書かれており、預言者ムハンマドや、メッカやマディーナのようなイスラム教で特別とされる土地に関する言及が多かった。初期のムスリムの歴史はイスラームの設立に関するものに集中しており、ムスリムの文学はその性格上宗教的な色彩を帯びていた。初期のムスリム文学の形成過程についてはクルアーンやハディース、預言者の伝記の項目を参照のこと。
ウマイヤ朝の建国とともに、千夜一夜物語に見られるような世俗的なイスラーム文化が発展した。宗教的な内容を含まない世俗的な文学はイスラム帝国内のアラブ地域で広まり、広く共有される文化の一つとなった。

### ペルシア
ペルシア語はアッバース朝時代に訪れるイスラーム黄金時代の主要言語であったため、有名なイスラーム文学の多くはペルシア文学であった。詳しくは『鳥の会議』やジャラール・ウッディーン・ルーミーの詩を参照されたい。

### 南アジア
ベンガル地方には、伝統音楽に乗せてスーフィズムや土着の文物を歌うバウルという文化がある。高名な人物としてはハーサナ・ラージャやラーラナがいる。

### 近代
近代になり、言語による作家の分類は急速に意味をなくしていく。エジプト人ノーベル文学賞受賞作家ナギーブ・マフフーズの作品は英語に翻訳され世界中で読まれている。オルハン・パムクのような他の作家は国際的な影響力を考慮し、直接英語を用いて書物を著した。

### 劇場
舞台芸術では、イスラーム黄金時代に最も人気のあったのはパペット劇場 (影絵、マリオネットなども含む)とタージヤと呼ばれるイスラム教の歴史に基づいた受難劇である。特に、シーア派の戯曲はアリー・イブン・アビー・ターリブの息子であるハサン・イブン・アリーやフサイン・イブン・アリーのシャヒード (殉教)を多く描いている。中世のアダブ文学に記録されているアクラジャ (akhraja)と呼ばれる大衆劇があったが、パペットやタージヤの劇場よりは開催が小規模だった。
トルコの影絵劇場カラギョズは広範な地域の影絵に影響を与え、影絵はインドを経由して中国へと伝わった。後に中国からモンゴルを経由して中央アジアのテュルク系民族へも伝わった。影絵芸術は中央アジアからテュルク系民族が移動してきたことでアナトリア半島へも伝わった。他の学者は影絵は中央アジアからではなく16世紀にエジプトからアナトリア地方へと伝わったと主張している。彼らはセリム1世が1517年にエジプトを征服した際に、歓待の場で影絵を鑑賞したと主張する。セリム1世は影絵に強く惹かれ、イスタンブールの彼の宮殿にも影絵のパペットを持ち帰った。彼の21歳の息子、後のスレイマン1世も影絵を観覧して大いに興味を持ち、たびたび観覧した。従って影絵劇場がオスマン帝国の宮殿にも作られたとしている。
他の地域ではこれらの影絵は「カーヤール・アッ＝ジール (khayal al-zill)」として知られている。これは影絵にドラムやタンバリン、フルートによる生演奏をつけたものであり、「煙、火、雷などの特殊効果や効果音によって人々の笑いや身震いなどの興奮を引き出す」。 
イランでは1000年以前よりパペットの存在が知られていたが、糸による操り人形による人形劇に人気があった。パペットによる人形劇としては18～19世紀ガージャール朝時代にトルコから流入してきた「ケイメー・シャーブ＝バジ (Kheimeh Shab-Bazi)」がある。「ケイメー・シャーブ＝バジ (Kheimeh Shab-Bazi)」は音楽演奏者と「モルシェド (morshed)」もしくは「ナーガール (naghal)」と呼ばれる話者によって構成されるペルシアの伝統的なパペット人形劇である。この劇は「ガーフヴェ・カーヴェ (Ghahve-Khave)」と呼ばれる伝統的な喫茶店で行われることも多い。劇は「モルシェド (morshed)」とパペットの対話により進行するものだった。パペット人形劇は現在もイランで非常に人気があり、冒険譚のロスタムとソフラーブはその代表的な例である。

## 祝祭
イド・アル＝フィトル、イード・アル＝アドハー、アーシューラー、預言者生誕祭、イスラー・ワル・ミラージュ、ミド・シャーバンを参照のこと。

## 結婚
イスラームの結婚式は非常に重要なものと考えられている。最後のイスラム教の預言者であるムハンマドは「結婚は信仰の半身である」と述べた。ハディースには結婚と家族に関する賞賛の言葉が数多く並べられている。
イスラームにおいて、結婚はシャリーアによる法的なつながりと社会契約の役割を果たす。

## 芸術
イスラーム研究の一部であるイスラーム美術では歴史的に幾何学的文様や花柄、アラベスク、カリグラフィーによる抽象的な装飾を主要な描写方法として取り入れてきた。人間描写を主に扱ってきたキリスト教芸術と異なり、イスラーム美術では人間を含む生物の描写を行わない。  

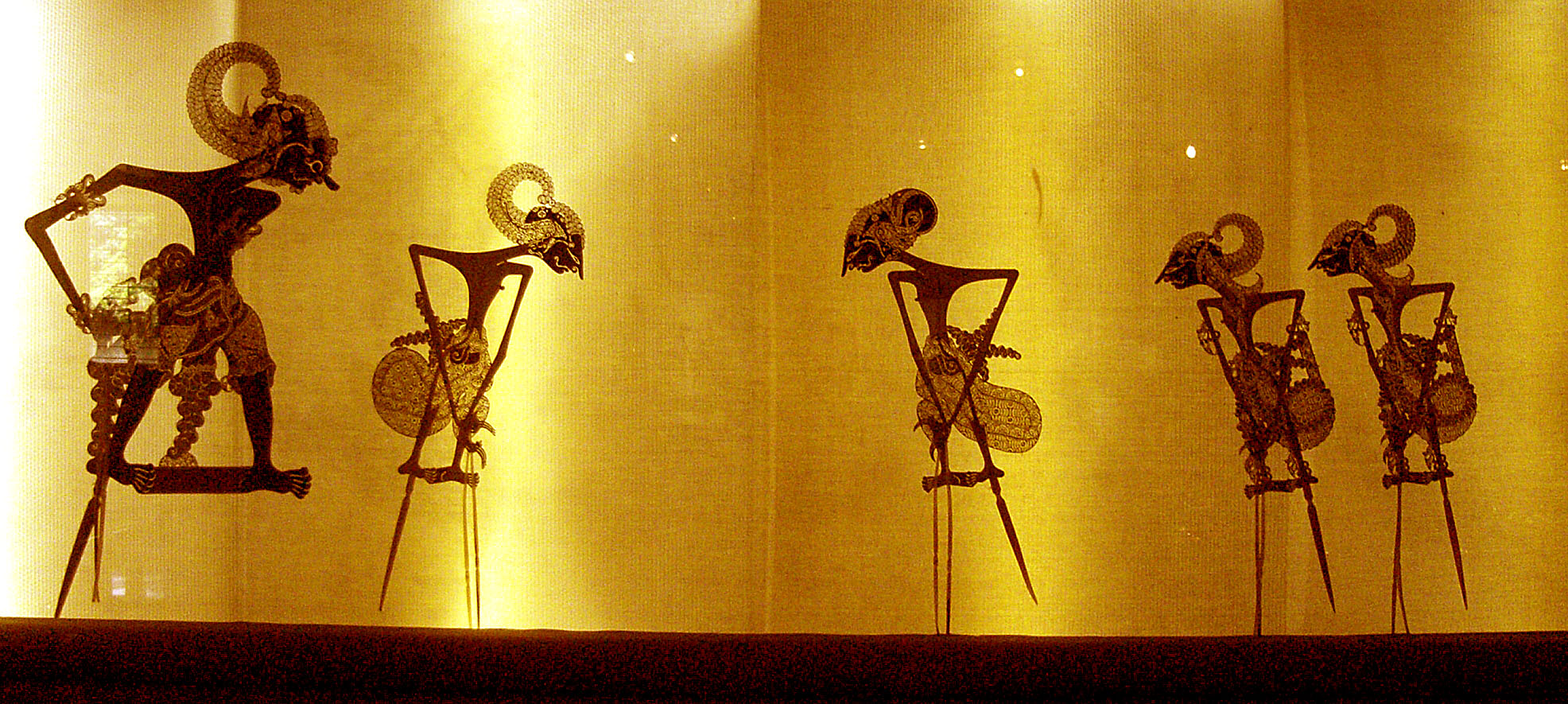
インドネシアの影絵芸術ワヤン・クリ。土着民とイスラームの融和を表現している。

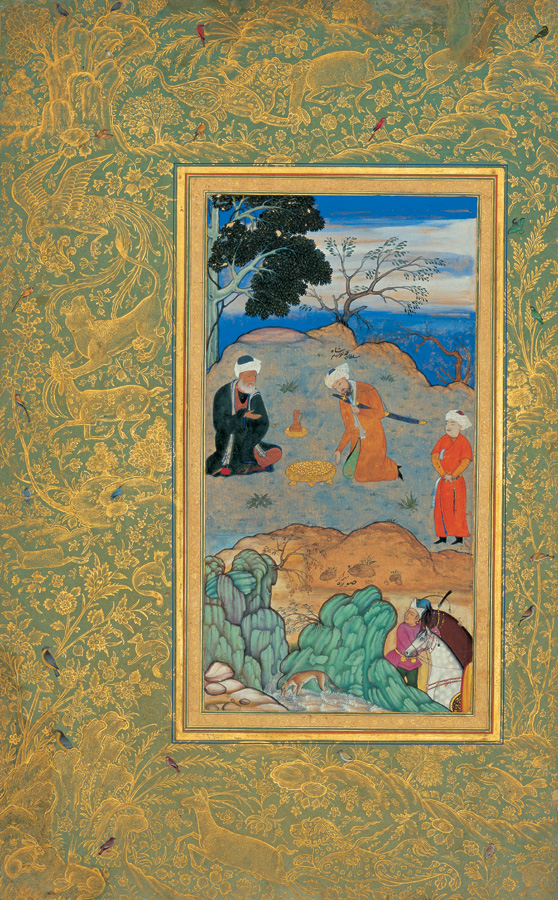
テヘランのゴレスターン宮殿にある16世紀のペルシアのミニアチュール、「禁欲の勧め」

イスラーム美術は通常アッラーを題材として描かれることが多いが、イスラム教は偶像の使用を禁じているため、幾何学的な文様で表される。そのパターンはアラベスクの文様と似ており、幾何学文様を繰り返し使用することで構成されるが、秩序や自然といった概念を表現する際には必ずしも使用されるわけではない。

### カリグラフィー
生きた動物の表現を禁止するクルアーン崇拝の教えから、イスラム教信者はイスラームの書法を芸術へと発展させてきた。イスラーム書家はクルアーンの言葉やことわざを芸術対象として扱い、クルアーンの文言に現れるアラビア語の文字の流れを芸術として表現した。

## 武道
- 回族の中国武術
- シラット
- ヴァルゼシェ・バースターニー（英語版）
- ヤールギュレシ
- クラッシュ

## イスラーム建築

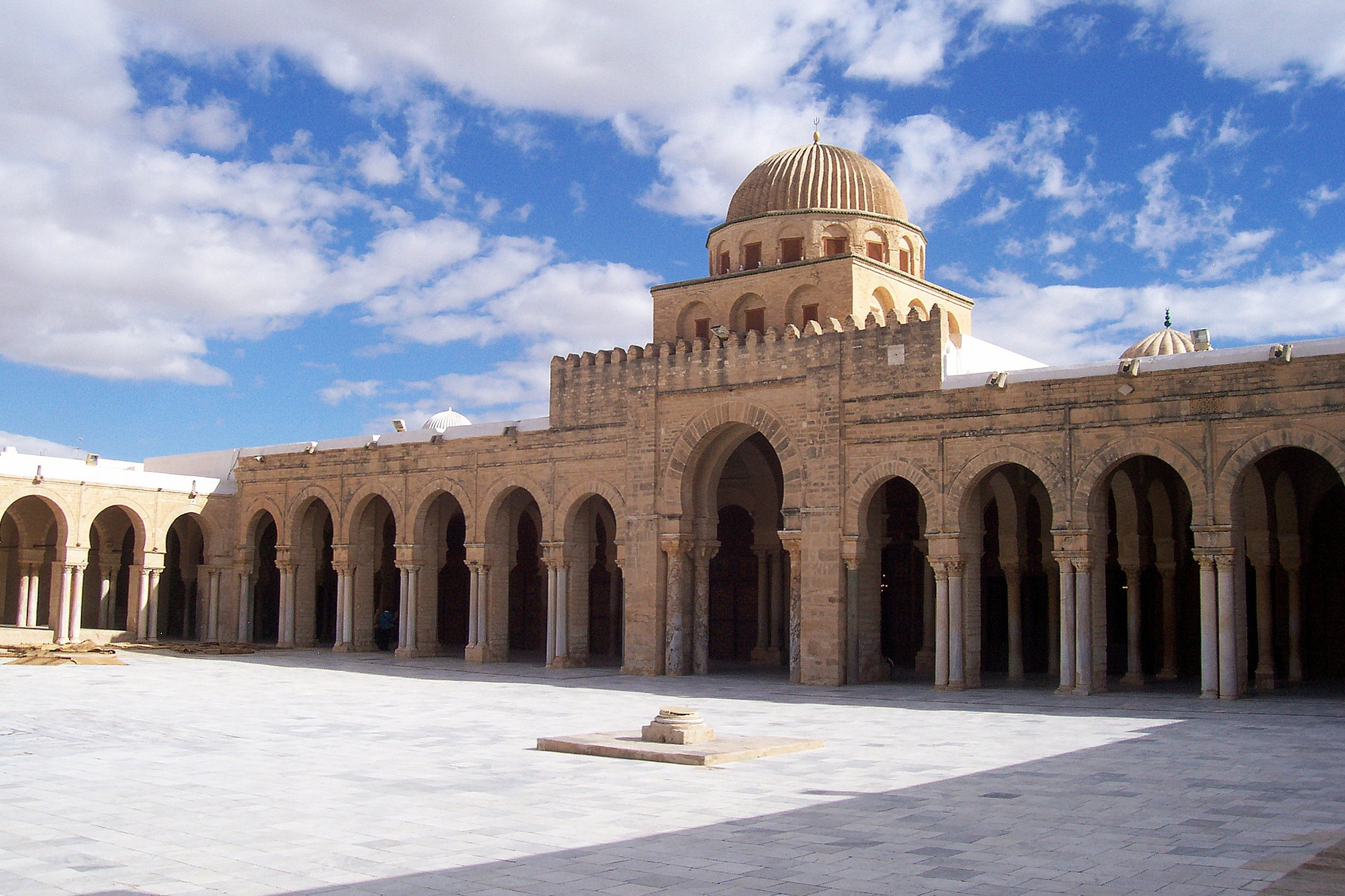
チュニジアのケルアンにあるウクバのモスクは北アフリカ最古のモスク (670年に建設され、現在も礼拝のため多くのイスラム教信者が訪れている) であり、イスラーム文化における非常に重要な建築物の一つである。

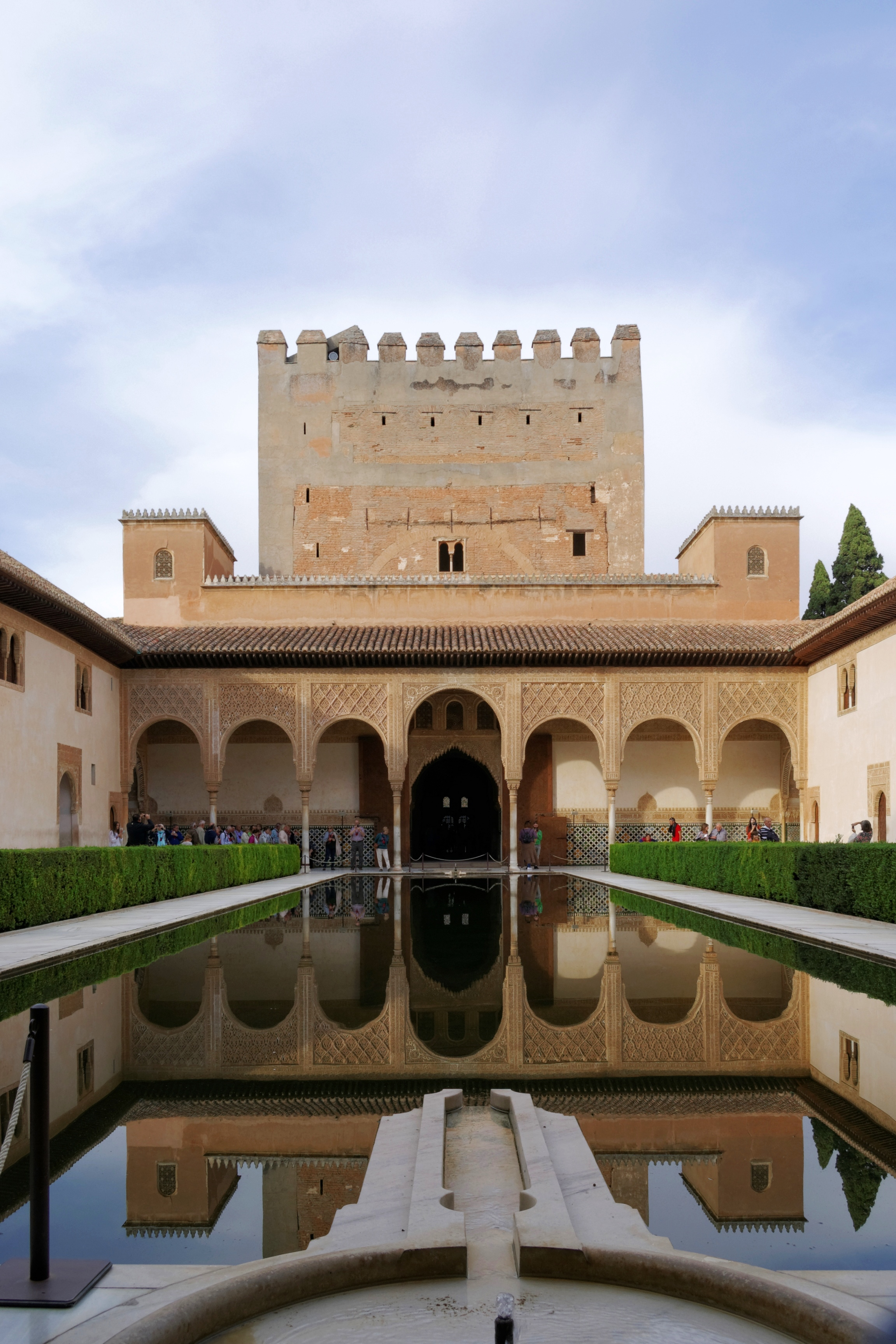
アルハンブラ宮殿はスペインに残るイスラーム建築の代表例であり、多くの観光客が訪れている。

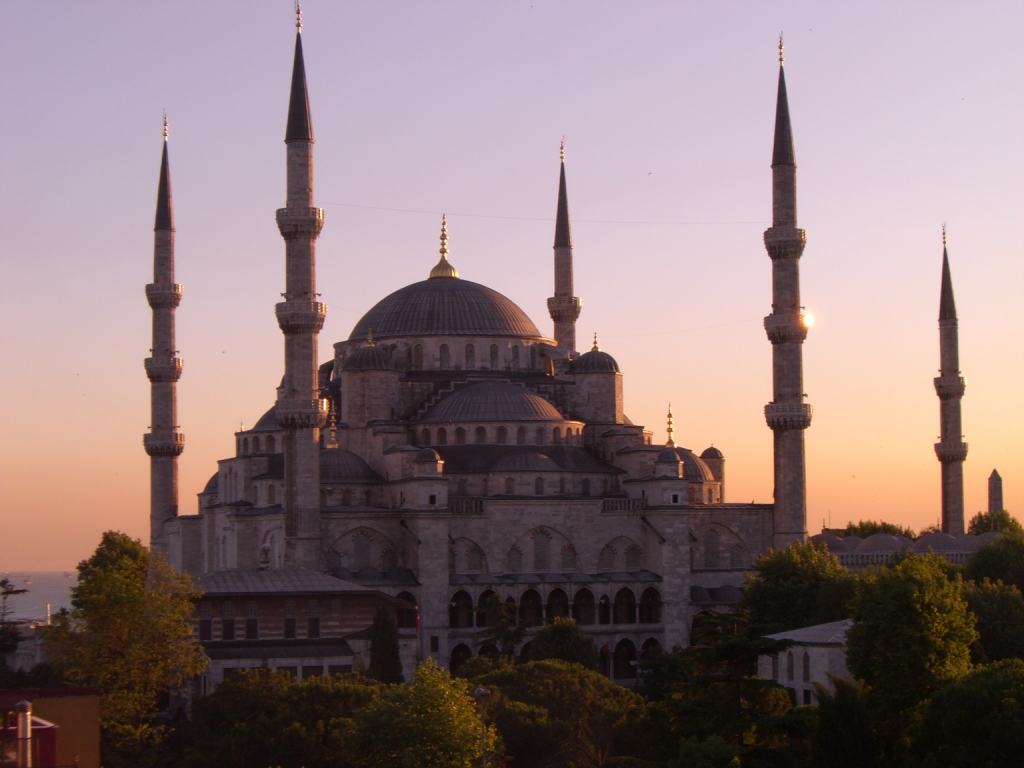
1616年に完成したイスタンブールのスルタンアフメト・モスク

### イスラーム建築の特徴
イスラーム建築はムハンマドによりマディーナに建設された最初のモスクから継承されている様式を指す。他にはイスラーム普及以前にあった教会やシナゴーグを改修した様式もある。
- 広大な中庭にはしばしば中央に礼拝広場が設置される (原型は預言者のモスク)
- ミナレットや塔 (光を表すアラビア語の「ヌール (nur)」という語にその名の由来があるウマイヤド・モスクに見られるように、トーチライト付きの見張り台として使われていた)。世界最古のミナレットはチュニジアのケルアンにあるウクバのモスク（英語版）にあるミナレットである[9][10]。8世紀から9世紀にかけて建設された、3層から構成される壮麗な塔である[11]。
- ミフラーブやメッカの方向を向いた壁にあるくぼみ部分。ユダヤ教のシナゴーグに見られるモーセ五書の巻物設置のためのくぼみやペルシアのミトラ教の「メフラーブ (Mehrab)」(ペルシア語: مِهراب)やコプト正教会の教典の設置に利用されたくぼみ部分を利用したことに由来すると考えられている。
- ドーム (イスラーム建築における早期の使用例としてはマディーナの8世紀のモスクがある)
- 異なる区画をつなぐイーワーンの使用
- 幾何学的な形状と繰り返しによる構図 (アラベスク)
- 装飾体のアラビア文字の使用
- シンメトリー構図の採用
- 沐浴施設
- 鮮やかな色彩の使用
- 外観よりも内部の空間的構図を重視した建設方法

### イスラーム建築に対する解釈
イスラーム建築に対する一般的な解釈は以下のものを含む。
- アッラーの万能性が繰り返しを多用した様式により表現されている。
- イスラム教で表現が制限されている人間や動物の絵が建物の装飾にほとんど用いられていない。葉の模様はしばしばモチーフとして利用されるが、同様の理由により一般的に簡略化された定型的なものにとどまっている。
- クルアーンからの引用文へのカリグラフィー使用により建物内部の芸術性を高めている。
- イスラーム建築は中庭や教室といった建物の外部からは見えない内部の空間の美を重視するため「ヴェールの建築」と呼ばれる。
- 大きな尖塔やミナレット、広大な中庭などの印象的な建築方法

## 音楽
多くのムスリムは普段より多くの音楽に親しんでいる。
イスラーム音楽はムスリムのための宗教音楽であり、公共の場や個人的な礼拝の際に演奏が行われ、口ずさまれている。イスラム国家のハートランドはアラビア半島と中東地域、北アフリカ、エジプト、イラン、中央アジア、インド北部、パキスタンとなっている。イスラム教は多文化にわたって受容されている宗教であるため、イスラム教信者による音楽表現は多岐にわたり、それぞれの地域の土着の音楽と結びつくことで様々な音楽スタイルを生み出している。
- ナシード
- アラブの古典音楽
- イランの宗教音楽（英語版）
- ヒンドゥースターニー音楽
- カッワーリー

セルジューク朝はアナトリア半島を征服し、オスマン帝国はイスラム帝国を築いた。これらの国々はイスラーム音楽にも強い影響を与えた。(トルコの古典音楽を参照)
サハラ砂漠以南のアフリカ地域やインドネシア、マレーシア、フィリピン南部などにも多くのイスラム教信者がいるが、これらの地域ではイスラーム音楽はさほど影響力を持たなかった。
南インド: マッピラ・パーットゥ, ドッフムットゥ
これらの地域では600年前後に行われたイスラム教国家による侵略以前から交易でイスラム教国家と結びつきがあり、イスラーム音楽もまた交易品とともに伝わったと考えられる。しかし、記録の欠損から、イスラーム音楽が伝わってくる以前の音楽については推測以外に知る方法はない。イスラームは音楽にも強い影響力を持っており、初期のカリフのもとで領土を拡大し、遠方の地域との交易を推奨することで広範な地域へと伝わった。ムスリムの神秘主義であるスーフィズムはイスラーム音楽の広がりとともにこれらの地域に伝わっていった。